# Враги разума
«Враги разума» (англ. The Enemies of Reason) — документальный фильм в двух частях («Рабы суеверий» и «Иррациональная служба здравоохранения») о суевериях и иррационализме. Ведущий и сценарист Ричард Докинз рассматривает обоснованность астрологии, лозоходства, гомеопатии и других научно неподтверждённых практик, и делает предположения о причинах их популярности. Включает, среди прочего, интервью с Дипаком Чопрой и Дерреном Брауном.

## Сюжет
Часть первая, «Рабы суеверия». Указание на успехи современной науки и параллельный расцвет астрологии. Визит к газетному астрологу и безуспешное предложение ему эксперимента для проверки точности предсказаний, визит к медиуму С. Гудфеллоу, разговор с фокусником Д. Брауном. Посещение церкви спиритуалистов и беседа с медиумом К. Гамильтоном-Паркером. Эксперименты психолога К. Френча по реальности способностей лозоходцев. Интервью с мистиком С. Кумаром и философом-релятивистом С. Фуллером.
Часть вторая, «Иррациональная служба здравоохранения». Критика отказа от прививок, спровоцированного шумихой в СМИ. Беседа с врачом-гомеопатом и критика гомеопатии как метода, не доказавшего эффективности, но финансируемого из бюджета Великобритании через Национальную службу здравоохранения. Разговор с психологом Н. Хамфри о возможном эффекте плацебо при гомеопатии.